# 한국전문대학교육협의회
한국전문대학교육협의회(韓國專文大學敎育協意會, Korean Council for University College Education, KCCE) 전국전문대학의 운영에 관하여 자율적인 협조와 연구·조정을 통하여 상호협력하고 중요사항을 정부에 건의, 정책에 반영하도록 함으로써 자주성을 제고하고 공공성을 양양하여 전문대학교육의 건전한 발전을 도모하기 위해 설립된 협의기구이다. 한국전문대학교육협의회법에 따라 설립되었다. 서울특별시 중구 서소문로 38(중림동) 대우디오센터 7층에 위치하고 있다.

## 설립 근거
- 한국전문대학교육협의회법 제2조[1]

## 연혁
- 1979년 4월 18일: 전국사립전문대학장연합회 설립
- 1986년 12월 1일: 전국전문대학장협의회로 명칭 변경
- 1988년 9월 5일: 사단법인 한국전문대학교육협의회 법인설립 허가 (문교부)
- 1988년 9월 14일: 사단법인 한국전문대학교육협의회 법인설립 등기

## 조직

### 한국전문대학교육협의회장
- 이사회
- 감사
- 전문대학평가자문위원회
- 전문대학입학전형위원회
- 전문대학평가인증위원회

#### 사무총장

##### 기획실
- 기획총괄팀
- 경영지원팀
- 홍보팀

##### 입학지원실
- 입학운영팀
- 학사운영팀
- 진학지원센터

##### 역량개발지원실
- 연수부
- 국제교류부

##### 산학교육혁신연구원
- 산학협력부
- 교수학습지원부

##### 고등직업교육연구소
- 정책연구팀
- 정책분석팀

##### 고등직업교육평가인증원
- 기획팀
- 운영팀

### 지역별총장회
- 서울총장회
- 부산·울산·경남·제주총장회
- 대구·경북총장회
- 인천·경기북부총장회
- 경기남부총장회
- 광주·전남총장회
- 대전·세종·충청총장회
- 강원총장회
- 전북총장회

## 같이 보기
- 한국대학교육협의회